# E.ON Polska
E.ON Polska S.A. (dawniej RWE Polska S.A. oraz innogy Polska S.A.) – spółka akcyjna obrotu energią w branży energetycznej. Głównym akcjonariuszem E.ON Polska jest niemiecka grupa E.ON.

## Działalność
W Polsce do grupy E.ON należą: E.ON Polska (sprzedawca energii elektrycznej, który działa głównie na terenie Warszawy), Stoen Operator (operator systemu dystrybucyjnego energii elektrycznej na obszarze Warszawy, z wyjątkiem dzielnicy Wesoła, w której – podobnie jak na pozostałym obszarze dawnego województwa warszawskiego – za dystrybucję odpowiada PGE Dystrybucja S.A. Oddział Warszawa–Teren), E.ON Renewables Polska, E.ON Polska Contracting, E.ON Dea Polska. Ponadto E.ON posiada udziały w Elektrociepłowni Będzin (69,56%), Szczecińskiej Energetyce Cieplnej oraz Przedsiębiorstwie Wodociągów i Kanalizacji w Dąbrowie Górniczej (34%).

## Historia
Grupa powstała w wyniku zakupu od Skarbu Państwa 85% akcji spółki STOEN (Stołeczny Zakład Energetyczny S.A. 1993–1999, STOEN S.A. 1999–2002) przez niemiecką Grupę RWE. Przejęcie kontroli nad spółką STOEN S.A. nastąpiło w grudniu 2002 roku za cenę 1,5 mld złotych. 
W 2006 udział Stoen w rynku dystrybucji energii w Polsce wynosił według raportu własnego około 5,5%. Stoen dystrybuował wtedy energię elektryczną dla ok. 850 000 odbiorców, a dostawa energii wyniosła 6427 GWh. 
W maju 2007 nastąpiła zmiana nazwy i znaku firmy ze STOEN na RWE Stoen. 1 lipca 2007 spółka została podzielona na 2 spółki: RWE Stoen (spółka obrotu) RWE Stoen Operator (operator systemu dystrybucyjnego). Ponadto została powołana też RWE Stoen Contracting. 1 października 2008 spółka RWE Stoen S.A. zmieniła nazwę na RWE Polska S.A.
W związku ze stratami poniesionymi przez grupę RWE związanymi z planowanymi zamknięciami elektrowni atomowych w Niemczech RWE chciała sprzedać do końca 2013 r. aktywa o łącznej wartości 11 mld euro wobec wcześniejszego celu na poziomie 8 mld, jednak nie potwierdziła planów sprzedaży RWE Polska i RWE Stoen Operator.
2 września 2016 spółki grupy RWE Polska zmieniły nazwę na innogy; m.in. RWE Polska na innogy Polska, RWE Stoen Operator – innogy Stoen Operator. Nowa nazwa to połączenie pierwszych lub ostatnich sylab słów „innowacja” i „energy” lub „technology”. Ma podkreślać, że spółki chcą koncentrować się na innowacjach i technologii.
W kwietniu 2019 spółka uruchomiła pierwszy w Warszawie i jeden z największych w Europie elektryczny system car-sharing InnogyGO! (wypożyczanie samochodów na minuty) z 500 elektrycznymi BMW i3. W lutym 2021 operator systemu poinformował, że w związku z pandemią COVID-19 najem pojazdów w Warszawie będzie możliwy do 15 marca 2021.
W grudniu 2021 r. innogy Polska zmieniło nazwę na E.ON Polska. Zmiana ta była skutkiem dwuletniego procesu integracji innogy z E.ON. Od 13 grudnia serwis internetowy stał się dostępny pod nazwą eon.pl.